# Václav Medek
Václav Medek (30. srpna 1922, Vyškov – 30. října 1982, Praha) byl český římskokatolický teolog, kněz, církevní historik a vysokoškolský pedagog.

## Život
Středoškolské vzdělání, které zakončil maturitou v roce 1943, získal na reálném gymnáziu ve Vyškově. Ke kněžství začal studovat na Arcidiecézním bohosloveckém učilišti v Olomouci v letech 1943–1945, ve studiu pak pokračoval na Cyrillo-Methodějské bohoslovecké fakultě v Olomouci, kterou zakončil v roce 1945. Na kněze byl vysvěcen v roce 1948 a začal působit v pastoraci.
Doktorát teologie získal na Římskokatolické cyrilometodějské bohoslovecké fakultě (CMBF) v Praze se sídlem v Litoměřicích po obhájení disertační práce s názvem Dějiny Dubicka, dubického panství a sousedních vsí do roku 1918 a 15. dubna 1969 byl na olomoucké pobočce fakulty promován.
V akademickém roce 1969–1970 začal externě vyučovat na Římskokatolické cyrilometodějské bohoslovecké fakultě v Praze se sídlem v Litoměřicích, pobočce v Olomouci (bez jmenování, pouze s ústním souhlasem) české církevní dějiny. Náležitě byl jmenován na CMBF, pobočka Olomouc, až 23. dubna 1970 lektorem pro obor české církevní dějiny pro akademický rok 1970–1971. Jeho působení v Olomouci bylo ukončeno na konci akademického roku 1970–1971, protože byl ustanoven 29. července 1971 na CMBF v Praze se sídlem v Litoměřicích odborným asistentem pro obor české církevní dějiny. Dne 9. prosince 1971 byl jmenován tamtéž docentem pro obor církevní dějiny, od 1. září 1974 se stal vedoucím katedry historicko-právní.
Dne 9. září 1975 byl jmenován profesorem pro obor církevních dějin, s účinností od 1. října 1975. V letech 1976–1978 se stal proděkanem fakulty. Zemřel 30. října 1982 v Praze. Patřil mezi kněze Sdružení katolických duchovních Pacem in terris, kterému byl nějaký čas i federálním předsedou.